# Oshin de Córico
Oshin de Córico (fallecido en 1329) fue regente del reino armenio de Cilicia entre 1320 y 1329. Era hijo del historiador Haitón de Córico. Se convirtió en regente de León IV a la muerte del rey Oshin en 1320, de quien se rumoreaba que había envenenado. Probablemente, Oshin también fue el responsable de la muerte de la hermana del rey, Isabel, y de dos de sus hijos, para eliminar a los pretendientes rivales.
Oshin se casó dos veces:
- Su primer matrimonio fue con Margarita de Ibelín, con quien tuvo una hija, Alicia, que se casó con el rey León IV de Armenia.
- Segundo matrimonio fue con Juana de Tarento, viuda del rey Oshin. Oshin y Juana tuvieron una hija, María, que se casó consecutivamente con dos reyes de Cilicia, Constantino III y Constantino IV.

Oshin y su hija Alicia fueron asesinados en 1329 a instancias de León IV.